# Midland (Maryland)
Midland es un pueblo ubicado en el condado de Allegany en el estado estadounidense de Maryland. En el año 2010 tenía una población de 65 habitantes y una densidad poblacional de 92,86 personas por km².

## Geografía
Midland se encuentra ubicado en las coordenadas 
39°35′23″N 78°56′56″O / 39.58972, -78.94889.

## Demografía
Según la Oficina del Censo en 2000 los ingresos medios por hogar en la localidad eran de $35.670 y los ingresos medios por familia eran $36.741. Los hombres tenían unos ingresos medios de $33.194 frente a los $19.716 para las mujeres. La renta per cápita para la localidad era de $18.108. Alrededor del 8.0% de la población estaba por debajo del umbral de pobreza.